# Jens Schreiber
Jens Schreiber (Oldemburgo, 26 de agosto de 1982) es un deportista alemán que compitió en natación, especialista en el estilo libre.
Ganó cuatro medallas en el Campeonato Europeo de Natación en Piscina Corta entre los años 2003 y 2006.
Participó en dos Juegos Olímpicos de Verano, en los años 2004 y 2008, ocupando el sexto lugar en Atenas 2004, en la prueba de 4 × 200 m libre.

## Palmarés internacional
| Campeonato Europeo en Piscina Corta | Campeonato Europeo en Piscina Corta | Campeonato Europeo en Piscina Corta | Campeonato Europeo en Piscina Corta |
| Año                                 | Lugar                               | Medalla                             | Prueba                              |
| ----------------------------------- | ----------------------------------- | ----------------------------------- | ----------------------------------- |
| 2003                                | Dublín (Irlanda)                    | Medalla de plata                    | 4 × 50 m libre                      |
| 2004                                | Viena (Austria)                     | Medalla de plata                    | 4 × 50 m libre                      |
| 2004                                | Viena (Austria)                     | Medalla de bronce                   | 100 m libre                         |
| 2006                                | Helsinki (Finlandia)                | Medalla de oro                      | 4 × 50 m estilos                    |